# Club Hoquei Palafrugell
El Club Hoquei Palafrugell és un equip d'hoquei sobre patins de la localitat gironina de Palafrugell, essent l'únic club d'hoquei de la comarca del Baix Empordà. Va ser fundat l'any 1954 i actualment milita a l'OK Lliga Plata.
L'any 2016 es va proclamar campió de la Supercopa Nacional Catalana i es va proclamar dues vegades guanyador de la Copa de la Princesa (2017 i 2019). El 2017 aconseguí l'ascens per primera vegada en la seva història a l'OK Lliga, competint només una temporada. El club retornà a OK Lliga l'any 2019, proclamant-se a més a més guanyador de l'OK Lliga Plata. La temporada 2022-23 es proclama guanyador de la segona edició de la Lliga Catalana Plata després de derrotar el CP Vic a la final disputada, precisament, a Vic. Malgrat això, la temporada va acabar amb un nou descens a OK Lliga Plata.

## Palmarès
- 2 Copes de la Princesa: 2017 i 2019.
- 2 Ok Lliga Plata: 2017 i 2019.
- 1 Lliga Catalana Plata: 2022
- 1 Supercopa Nacional Catalana: 2016